# Tetragnatha rimitarae
Tetragnatha rimitarae là một loài nhện trong họ Tetragnathidae.
Loài này thuộc chi Tetragnatha. Tetragnatha rimitarae được Embrik Strand miêu tả năm 1911.